# Chanhassen
Chanhassen – miasto w Stanach Zjednoczonych, w stanie Minnesota, w hrabstwie Carver

## Śmierć Prince'a
W Chanhassen zmarł amerykański piosenkarz Prince z powodu przedawkowania fentanylu. 24 kwietnia 2016 podczas prywatnej ceremonii odbyła się kremacja artysty.